# John Milne
 (juin 2023).
La mise en forme du texte ne suit pas les recommandations de Wikipédia : il faut le « wikifier ».
Les points d'amélioration suivants sont les cas les plus fréquents. Le détail des points à revoir est peut-être précisé sur la page de discussion.
- Les titres sont pré-formatés par le logiciel. Ils ne sont ni en capitales, ni en gras.
- Le texte ne doit pas être écrit en capitales (les noms de famille non plus), ni en gras, ni en italique, ni en « petit »…
- Le gras n'est utilisé que pour surligner le titre de l'article dans l'introduction, une seule fois.
- L'italique est rarement utilisé : mots en langue étrangère, titres d'œuvres, noms de bateaux, etc.
- Les citations ne sont pas en italique mais en corps de texte normal. Elles sont entourées par des guillemets français : « et ».
- Les listes à puces sont à éviter, des paragraphes rédigés étant largement préférés. Les tableaux sont à réserver à la présentation de données structurées (résultats, etc.).
- Les appels de note de bas de page (petits chiffres en exposant, introduits par l'outil «  Source ») sont à placer entre la fin de phrase et le point final[comme ça].
- Les liens internes (vers d'autres articles de Wikipédia) sont à choisir avec parcimonie. Créez des liens vers des articles approfondissant le sujet. Les termes génériques sans rapport avec le sujet sont à éviter, ainsi que les répétitions de liens vers un même terme.
- Les liens externes sont à placer uniquement dans une section « Liens externes », à la fin de l'article. Ces liens sont à choisir avec parcimonie suivant les règles définies. Si un lien sert de source à l'article, son insertion dans le texte est à faire par les notes de bas de page.
- La présentation des références doit suivre les conventions bibliographiques. Il est recommandé d'utiliser les modèles {{Ouvrage}}, {{Chapitre}}, {{Article}}, {{Lien web}} et/ou {{Bibliographie}}. Le mode d'édition visuel peut mettre en forme automatiquement les références.
- Insérer une infobox (cadre d'informations à droite) n'est pas obligatoire pour parachever la mise en page.

Pour une aide détaillée, merci de consulter Aide:Wikification.
Si vous pensez que ces points ont été résolus, vous pouvez retirer ce bandeau et améliorer la mise en forme d'un autre article.
John Milne, né le 30 décembre 1850 à Liverpool et mort de la maladie de Bright le 31 juillet 1913, à Shide, est un ingénieur des mines, sismologue et géologue britannique qui est conseiller étranger au Japon pendant l'ère Meiji.

## Biographie
Milne est né en 1850 à Liverpool et grandit à Rochdale et Milnrow dans le Lancashire. Il étudia au King's College School et à la Royal School of Mines.

### Début de carrière
Pendant les étés 1873 et 1874, sur recommandation de la Royal School of Mines, Milne est embauché par Cyrus Field en tant qu'ingénieur des mines pour explorer le territoire de Terre-Neuve-et-Labrador et rechercher des gisements de charbon ou d'autres minerais. Pendant ce séjour, il réalise des articles sur l'interaction de la glace et de la roche, visite l'île Funk et écrit d'autres articles sur l'espèce éteinte du Grand Pingouin. En décembre 1873, Milne accompagne le docteur Charles Tilstone Beke dans une expédition visant à déterminer la réelle localisation du mont Sinaï dans le nord-ouest de l'Arabie. Il profite de l'opportunité pour étudier la géologie de la péninsule du Sinaï et réunit une collection de fossiles qu'il donne au British Museum.

### Carrière au Japon (1875–1895)
Milne est embauché par le gouvernement japonais en tant que conseiller étranger et devient professeur de génie civil et de géologie à l'école impériale d'ingénieurs du Japon à Tokyo à partir du 8 mars 1876, où il travaille sous la direction de Henry Dyer et avec William Edward Ayrton et John Perry. En partie pour l'aventure et en partie parce qu'il souffre du mal de mer, il fait le voyage jusqu'au Japon par voie terrestre à travers la Sibérie ce qui prend trois mois. En 1880, James Alfred Ewing, Thomas Lomar Gray et John Milne, tous trois scientifiques britanniques travaillant au Japon, commencent à étudier les tremblements de terre à la suite d'une très importante secousse qui secoue Yokohama pendant l'année. Ils fondent ainsi la société sismologique du Japon (SSJ). La société conçoit des sismographes pour détecter et mesurer la force des séismes. Bien que les trois hommes travaillent en équipe sur l'invention et l'utilisation de sismographes, seul John Milne est crédité pour l'invention du sismographe à pendule horizontal en 1880. Les instruments de Milne lui permettent de détecter différentes types d'ondes sismiques et d'estimer leur vitesse. De plus, les professeurs étrangers forment des étudiants japonais comme Seikei Sekiya qui devient, à l'université impériale de Tokyo, le premier professeur de sismologie au monde et son successeur, Fusakichi Ōmori, perfectionne les instruments de Milne pour capter et enregistrer des vibrations plus faibles.

### Ordre du Soleil levant
En juin 1895, Milne assiste à une cérémonie avec l'empereur Meiji puis retourne en Angleterre. Peu après son arrivée, il apprend que l'empereur lui a décerné une récompense prestigieuse, l'ordre du Soleil levant (3e classe) et une pension à vie de 1 000 Yens. Ceci en reconnaissance des contributions du professeur Milne à la sismologie durant son long séjour au Japon,.

### Contributions à l'anthropologie
En plus de son travail en sismologie, Milne étudie aussi le domaine l'anthropologie à partir de 1882. Il aide à développer des théories sur le lieu d'origine du peuple Aïnou et des théories sur le contexte racial des peuples préhistoriques au Japon en général. Après avoir fouillé pendant des années l'amas coquillier d'Ōmori, John Milne introduit la conception de la race Koropok-guru, racialement liée avec les Inuits. Le mot Koropok-guru vient d'un mot Aïnou signifiant "l'homme sous la rhubarbe" (c'est-à-dire une petite personne). Une légende aïnou concernant l'existence d'un tel peuple est rapportée en premier par Milne. Cependant, il croit qu'il n'y a des sites préhistoriques du peuple Koropok-guru qu'à Hokkaido. Pour le nord-est, il se range à la tradition qui assignait des sites préhistoriques aux Aïnous, qui vivaient dans des fosses et fabriquaient de la poterie et des outils en pierre. Il considère que les habitants des îles Kouriles, Sakhaline et du sud du Kamtchatka étaient d'une race différente peut-être reliée à la race Koropok-guru. Il anticipe les travaux de scientifiques postérieurs qui reconnaissent différentes cultures préhistoriques à Hokkaido et dans le sud-est du Japon. Son cousin William Scoresby Routledge est aussi anthropologue. Avec sa femme Katherine Routledge, ils travaillent en Afrique de l'Est avec les Kikuyus et à l'île de Pâques (Rapa Nui).

### Carrière en Angleterre (1895–1913)
Après l'incendie de sa maison, de son observatoire, de sa bibliothèque et de la destruction de plusieurs de ses instruments le 17 février 1895, Milne démissionne de son poste de conseiller étranger et retourne en Angleterre avec sa femme japonaise, s'installant à Shide sur l'île de Wight, où il continue ses recherches en sismologie. Il est fait professeur émérite de l'université impériale de Tokyo.
Milne persuade la Royal Society de fonder 20 observatoires sismiques dans le monde, équipés avec son sismographe à pendule horizontal. Ce réseau en inclut à l'origine sept en Angleterre, trois en Russie, deux au Canada (un à Toronto et un à Victoria), trois sur la côte Est des États-Unis, et un en Antarctique et finalement le nombre d'observatoires monte à 40. Ces stations envoient leurs enregistrements à Milnes où les données récoltées formées la base de ses recherches. Pendant les vingt années suivantes, l'observatoire de Milne est le siège mondial de la sismologie.
En 1898, Milne (avec William Kinnimond Burton) publie Earthquakes and Other Earth Movements, qui est considéré comme un classique sur les tremblements de terre.
La nécessité des échanges internationaux est rapidement reconnue par Milne dans son annuel Shide Circular Reports on Earthquakes publié de 1900 à 1912. Ces écrits sont destinés à développer le catalogue sismique international qui est mis en place au lendemain de la Première Guerre mondiale.
Milne meurt de la maladie de Bright le 31 juillet 1913 à l'âge de 62 ans.